# Rebra
Rebra (ukr. Ребра) – szczyt o wysokości 2001 m n.p.m. znajdujący się w środkowej części pasma Czarnohory na Ukrainie. Wznosi się w grzbiecie głównym, pomiędzy Turkułem (Туркул, 1932 m) na północnym zachodzie a Brebenieskułem (Бребенескул, 2037 m) na południowym wschodzie. Zachodnie zbocza opadają do doliny potoku Butyniec, wschodnie zaś do polodowcowego Kotła Gadżyny (Гаджина).
Na stronę zakarpacką odchodzą od masywu Rebry dwa krótkie grzbiety – południowy z wierzchołkiem Gutin Tomnatyka (Гутин Томнатик, 2016 m) i wschodni, kulminujący w szczycie o wysokości 1826 m. Na stronę galicyjską odgałęziają się na północ od wierzchołka trzy ramiona – najpierw grzbiet ze szczytem Szpyci (Шпиці, 1864 m) i Homuła (Гомул, 1786 m), ciągnący się aż po pasmo Kostrzycy (Кострича, 1586 m), a następnie dwie krótkie, częściowo skaliste grańki: Wielkie Kozły (Великі Кізли) i Małe Kozły (Малі Кізли).
W okresie międzywojennym szczyt znajdował się na granicy pomiędzy Polską a Czechosłowacją. Nazwa pochodzi od żeber skalnych na stokach, najlepiej widać je z daleka, np. z pasma Kostrzycy.